# Demons (album)
Albums de Spiritual Beggars
On Fire
(2002) Return to Zero
(2010)
Demons est le sixième album studio du groupe de stoner rock suédois, Spiritual Beggars. Il est paru le 20 juin 2005 sur le label allemand InsideOut Music.

## Historique
Cet album a été enregistré en Suède dans les studios Fredman de Göteborg en juillet 2004. Il a été produit par Frederick Norström et Michael Amott. Il est le deuxième et dernier album du groupe enregistré avec le chanteur du groupe suédois, Grand Magus, Janne JB Christoffersson (en), il sera remplacé par Apollo Papathanasio (Firewind). Il est le premier album du groupe avec le bassiste Sharlee D'Angelo (Arch Enemy), il remplace Roger Nilsson parti former The Quill (en).
Cet album sortira aussi en édition spéciale sous forme d'un compact disc double regroupement les titres cités ci-dessous sur le disc 1 et sur le disc 2, huit titres enregistrés en public le 18 avril 2005 au Shibuya Public Hall à Tokyo lors de la tournée japonaise de trois dates avec Dio. Cette édition sortira sous une pochette différente de l'originale.

## Liste des titres
- Tous les titres sont signés par Michael Amott sauf indications

1. Inner Strength (intro) - 1:19
2. Throwing Your Life Away - 3:32
3. Salt In Your Wounds - 3:19
4. One Man Army - 3:57
5. Through The Halls - 5:09
6. Treading Water - 3:33
7. Dying Everyday - 5:45
8. Born to Die - 4:34
9. Born to Die (reprise) - 1:21
10. In My Blood - 4:13
11. Elusive - 3:33
12. Sleeping with One Eye Open - 3:43
13. No One Heard (Amott, Janne JB Christofferson) - 5:02

Titres du Cd bonus de l'édition spéciale
| No | Titre                                                   | Auteur                                                  | Durée |
| -- | ------------------------------------------------------- | ------------------------------------------------------- | ----- |
| 1. | Monster Astronauts                                      | Christian "Spice" Sjöstrand, Michael Amott, Ludwig Witt | 3:55  |
| 2. | Angel of Betrayal                                       | Sjöstrand, Amott, Witt, Per Wiberg                      | 4:14  |
| 3. | Young Man, Old Soul                                     | Amott                                                   | 3:21  |
| 4. | Wonderful World                                         | Sjöstrand, Amott, Witt, Wiberg                          | 4:21  |
| 5. | Blind Mountain                                          | Sjöstrand, Amott, Witt                                  | 4:17  |
| 6. | Guitar Solo                                             | Amott                                                   | 2:04  |
| 7. | Look Back                                               | Christoffersson, Amott                                  | 5:14  |
| 8. | Not Fragile (Jam) (reprise de Bachman-Turner Overdrive) | C.F. Turner                                             | 4:07  |

## Musiciens
- Michael Amott : guitares
- Janne JB Christoffersson (en) : chant
- Sharlee D'Angelo : basse
- Per Wiberg : claviers
- Ludwig Witt : batterie, percussions
- Roger Nilsson (ro) : basse (disque 2 de l'édition spéciale)